# درگیری حماس و نیروهای مردمی
درگیری حماس و نیروهای مردمی، درگیری داخلی مداوم در نوار غزه است که از سپتامبر ۲۰۲۴ آغاز شد. این درگیری شامل درگیری‌هایی بین دولت حماس در نوار غزه و نیروهای مردمی، گروه شبه‌نظامی فلسطینی مورد حمایت اسرائیل و ظاهراً مرتبط با داعش است.

## پیشینه
نیروهای مردمی یک گروه مسلح فلسطینی ضد حماس است که در نوار غزه فعال است و توسط یاسر ابوشباب رهبری می‌شود. نیروهای مردمی تحت حمایت اسرائیل هستند و گفته می‌شود با داعش مرتبط هستند.
این گروه که به عنوان یک باند یا گروه شبه‌نظامی توصیف شده است، تقریباً از ۳۰۰ مرد تشکیل شده است که در شرق رفح فعالیت می‌کنند. حمایت اسرائیل از نیروهای مردمی تنها در ژوئن ۲۰۲۵ آشکار شد، اما این گروه از آغاز حمله به رفح در ماه مه ۲۰۲۴ فعال بوده است.

## گاه‌شمار

### ۲۰۲۴

#### سپتامبر
در سپتامبر ۲۰۲۴، حماس با شلیک حدود ۹۰ گلوله به سمت خودرویی که گمان می‌کردند متعلق به ابو شباب است، تلاش کرد تا او را ترور کند. این خودرو در واقع متعلق به اسلام حجازی، امدادگر سازمان خیریه «درمان فلسطین» بود که در این حادثه کشته شد.

#### نوامبر
در ۱۶ نوامبر ۲۰۲۴، نیروهای مردمی تحت حمایت اسرائیل به کاروانی متشکل از ۱۰۹ کامیون کمک‌های سازمان ملل حمله کردند و ۹۸ دستگاه از آنها را غارت کردند. این حمله در نزدیکی تأسیسات نظامی اسرائیل در گذرگاه مرزی کرم شالوم در نوار غزه رخ داد. عاملان این حمله، که طبق یادداشت سازمان ملل ممکن است از «حمایت» ارتش اسرائیل برخوردار بوده باشند، نارنجک پرتاب کردند و رانندگان کامیون را با اسلحه به گروگان گرفتند و آنها را مجبور به تخلیه کمک‌های خود کردند. این حادثه بحران انسانی غزه ناشی از جنگ را بیش از پیش تشدید کرد. این حادثه توسط آژانس امداد و کار سازمان ملل متحد به عنوان «یکی از بدترین» حوادث در نوع خود توصیف شده است.
در ۱۸ نوامبر، یک واحد امنیتی حماس گزارش داد که آنها یک «عملیات نظامی» علیه غارتگران در خان یونس و رفح انجام داده‌اند و حداقل ۲۰ نفر از عاملان را کشته‌اند. ابوشباب در آن زمان در منطقه نبود، اما برادرش کشته شد.

### ۲۰۲۵

#### ژانویه
در ژانویه، حماس یکی از دستیاران ارشد ابو شباب را اعدام کرد.

#### مه
در مه ۲۰۲۵، گزارش شد که نیروهای مردمی، کاروان‌های امدادی، از جمله خودروهای سازمان ملل و صلیب سرخ را تأمین امنیت می‌کنند. حماس، ابوشباب را به همکاری با اسرائیل متهم کرد و ادعا کرد که گروه او در پشت خاکریزها، مسیرهای ورود کمک‌های بشردوستانه را تحت طرح کمک‌های بشردوستانه آمریکایی تأمین امنیت می‌کند. طبق گزارش‌ها، نیروهای او در حال اسکورت کاروان‌ها از گذرگاه کرم شالوم بودند و به تفنگ‌های کلاشینکف مسلح بودند که گفته می‌شود توسط نیروهای دفاعی اسرائیل تهیه شده است. در ۳۰ مه، حماس ویدئویی منتشر کرد که ادعا می‌کرد اعضای آن را در حال هدف قرار دادن سربازان مخفی ارتش اسرائیل با بمب کنار جاده‌ای نشان می‌دهد. طبق برخی گزارش‌های رسانه‌های فلسطینی، این افراد متعلق به نیروهای مردمی بودند.

#### ژوئن
در ۵ ژوئن، اسرائیل فاش کرد که از نیروهای مردمی حمایت می‌کند. آویگدور لیبرمن، نماینده مخالف دولت اسرائیل، ادعا کرد که نیروهای مردمی با داعش وابسته هستند. در ویدئویی که توسط شبه‌نظامیان منتشر شد، ابوشباب ادعا کرد که گروه او پس از بیرون راندن نیروهای حماس، کنترل شرق رفح را در دست دارد و از حمایت تشکیلات خودگردان فلسطین برخوردار است.
در ۹ ژوئن ۲۰۲۵، افراد مسلح نیروهای مردمی به همراه ارتش اسرائیل متهم به تیراندازی به سمت جمعیتی از فلسطینی‌ها شدند که در حال رفتن به سمت یک مرکز توزیع کمک‌های حمایت‌شده توسط اسرائیل و آمریکا بودند که توسط بنیاد بشردوستانه غزه اداره می‌شد و تقریباً ۶ نفر را کشت. منابع دیگر گفتند که این تیراندازی منجر به کشته شدن ۱۴ فلسطینی و زخمی شدن حدود ۱۰۰ نفر شد. خبرگزاری آسوشیتد پرس گزارش داد که نیروهای مردمی به سمت گروهی از مردان که سعی در سازماندهی جمعیت داشتند، آتش گشودند و باعث شدند افراد نزدیک به آنها «به جلو هل داده شوند». یکی از شاهدان عینی گفت که این «یک کمین» بود و افزود: «اسرائیلی‌ها از یک طرف و ابوشباب از طرف دیگر». این حادثه بخشی از یک سری گسترده‌تر تیراندازی به فلسطینی‌ها بود که تقریباً ۱۲۷ نفر را کشت. در همان روز، نیروهای حماس به خودرویی که عصام نباهین را حمل می‌کرد، کمین کردند و او را دستگیر کردند. نباهین یکی از سه فرمانده نیروهای مردمی است که پس از دستگیری، حماس او را به جاسوسی و قتل متهم کرد.
در طول هفته دوم ژوئن، چهار مبارز حماس در «اولین حمله اسرائیل به غزه که تنها هدف آن کمک به شبه‌نظامیان ابوشباب بود» کشته شدند.
در ۱۰ ژوئن، نیروهای مردمی به یک واحد ویژه حماس به نام واحد پیکان که متخصص اعدام همدستان با اسرائیل است، کمین کردند. نیروهای مردمی ادعا کردند که ۵ عضو واحد پیکان را با استفاده از موشک‌های ضدهوایی کشته‌اند. در ۱۱ ژوئن، بنیاد بشردوستانه غزه گزارش داد که یک اتوبوس حامل کارمندانش توسط حماس کمین شده و تقریباً ۵ امدادگر کشته و دیگران زخمی یا احتمالاً گروگان گرفته شده‌اند. حماس بعداً قربانیان این حمله را به عضویت در شبه‌نظامیان ابوشباب متهم کرد. در همان روز، نیروهای مردمی به کمین نشستند و ۶ افسر «واحد پیکان» حماس را کشتند. در آن روز، نیروهای مردمی گزارش دادند که حداقل ۵۰ نفر از شبه‌نظامیان آنها در درگیری‌های مسلحانه بین آنها و حماس کشته شده‌اند.
رویترز گزارش داد که از ۲۷ ژوئن، این گروه کنترل شرق رفح را در دست داشت و در منطقه وسیع‌تر رفح آزادی تردد داشت. بعداً در همان روز، نیروهای مردمی با حمایت قبیله بربخ پس از درگیری مسلحانه با نیروهای حماس، کنترل بیمارستان ناصر در خان یونس را به دست گرفتند.

#### ژوئیه
در ۲ ژوئیه، وزارت کشور تحت کنترل حماس بیانیه‌ای منتشر کرد که در آن به یاسر ابوشباب، رهبر شبه‌نظامیان نیروهای مردمی، دستور داده شده بود که خود را تسلیم کند و به اتهامات متعددی از جمله خیانت و همکاری با نهادهای متخاصم محاکمه شود. در این دستور هشدار داده شده بود که اگر شباب ظرف ۱۰ روز تسلیم نشود، فراری محسوب شده و محاکمه غیابی خواهد شد. نیروهای مردمی در بیانیه‌ای مشروعیت دادگاه را زیر سؤال بردند و این دستور را «یک کمدی موقعیت که ما را نمی‌ترساند، و هیچ انسان آزاده و با شرافتی را که عاشق وطن و شرافت آن است، نمی‌ترساند» توصیف کردند.
در ۵ ژوئیه، اتاق عملیات مشترک فلسطین، یاسر ابوشباب را به «عملیات برای حفاظت از منافع اشغالگران» متهم کرد.
در ۶ ژوئیه، یک ماه پس از آنکه اسرائیل برای اولین بار فاش کرد که از نیروهای مردمی حمایت می‌کند، ابوشباب اذعان کرد که از حمایت اسرائیل برخوردار است.